# Le piacevoli notti (film)
Le piacevoli notti è un film del 1966 diretto da Armando Crispino e Luciano Lucignani.
Fonte di (libera) ispirazione sono state alcune delle 75 novelle apparententi alla raccolta omonima composta dallo scrittore bergamasco Giovanni Francesco Straparola negli anni '50 del XVI secolo.

## Trama
Il film è ambientato nella Toscana della prima metà del XVI secolo ed è articolato in tre episodi abilmente concatenati tra loro: nel primo episodio il nobile Uguccione dei Tornaquinci diventa l'amante di una donna imprigionata in casa dal suo stesso marito geloso che egli riesce ad allontanare dalla residenza con un inganno. Mentre questi fugge si trova d'innanzi al corteo di papa Giulio II che sta per giungere in Firenze e che lo condanna ad una penitenza per il suo misfatto. Nel secondo episodio il corteo del papa prosegue nel suo viaggio quando incontra Domicilla, moglie dell'astrologo Bernardozzo, la quale racconta al pontefice dei sogni amorosi che si confondono con la realtà che l'hanno fatta peccare con ben tre uomini di un vicino accampamento militare. Il sedicente pontefice, che in realtà è il pittore Bastiano da Sangallo, anziché punire la donna, la invita a continuare a sognare tranquillamente ed a fare ritorno dal marito. Nell'ultimo episodio il finto Giulio II prosegue nella sua burla a scapito di alcuni suoi amici che, intenzionati in seguito a fargliela pagare, lo coinvolgono a loro volta in una burla boccaccesca che coinvolge una finta Lucrezia Borgia, scoperta con lui in atteggiamenti amorosi da un altrettanto falso duca d'Este di Ferrara.

## Curiosità
- Il film è stato girato negli esterni nelle località toscane di Certaldo San Gimignano, Pienza e Montepulciano.
- All'interno del film sono presenti diversi riferimenti letterari: nel primo episodio, Uguccione cita la Divina Commedia di Dante Alighieri, nel secondo episodio Bernardozzo, marito di Domicilla, cita una frase di Leonardo da Vinci: La scienza è il capitano, e la pratica sono i soldati. Nel terzo episodio, il pittore Bastiano da Sangallo, descrivendo Lucrezia Borgia cita Cielo d'Alcamo ed il suo Rosa fresca aulentissima.
- Sia il personaggio di Ugo Tognazzi che quello di Vittorio Gassmann, fanno il verso a personaggi realmente esistiti: Uguccione de' Tornaquinci, rimanda infatti alla famiglia Tornabuoni di Firenze che mutò successivamente il proprio cognome dall'originario Tornaquinci, mentre Bastiano da Sangallo è un omaggio sia allo scenografo Bastiano di Sangallo che prese parte alla teatralizzazione di alcune opere di Machiavelli (tra cui La Mandragola), sia all'architetto del rinascimento fiorentino Antonio da Sangallo il Giovane. Il personaggio di Fortebraccio da Montone è una chiara rivisitazione del condottiero Braccio da Montone che però visse ben prima degli eventi narrati.

## Incongruenze storiche
- Nell'episodio di Domicilla, ella riporta di aver assistito alla lettura di un bando di Braccio da Montone fatta da un araldo di cui lei si era poi innamorata. Per quanto la donna dichiari che tale fatto sia avvenuto alcuni anni prima (data anche la sua giovinezza), in realtà Andrea Fortebracci, detto appunto Braccio da Montone, era morto già nel 1424, ovvero diciannove anni prima della nascita di Giulio II a cui Domicilla confessa le sue debolezze.
- Il luogo ove si svolge la burla finale ai danni di Bastiano da Sangallo è il famoso Palazzo Piccolomini a Pienza. Oltre al fatto che Lucrezia Borgia non ebbe mai residenza nella città toscana di Pienza, avrebbe dovuto semmai abitare in Palazzo Borgia, oggi Palazzo Vescovile, che venne donato a suo tempo da papa Piccolomini a Rodrigo Borgia che venne poi eletto pontefice col nome di Alessandro VI e che fu padre di Lucrezia.